# 西本拳太
西本拳太（日语：／ Nishimoto Kenta，1994年8月30日—）是日本著名羽毛球男子單打運動員，亦為現役日本國家羽毛球隊（A隊）成員。三重縣出生，先後畢業於小俣中学校，埼玉栄高校及中央大学，2017年加入Tonami運輸株式會社，曾隸屬於經營企劃部，並為該社的羽毛球隊成員，後加入岐阜縣羽毛球協會，現為JTEKT株式会社羽毛球部成員，隊員編號51號。青年期，他助日本队分别赢得亞洲青年羽毛球錦標賽團體金牌和世界青年羽毛球錦標賽團體银牌的主力成员，个人羽球生涯排名最高於2018年达到第九。此外，他也是國家队的主力成員，多次助日本队赢得湯姆斯盃亚军（2018年）、蘇迪曼盃季军和亞洲運動會季军等；同时，还夺得亚运会男子单打铜牌得主。在国际运动会上，还赢得夏季世界大學運動會混合團體银牌和男子单打银牌，也是世大运代表日本征战选手主力。

## 簡歷

### 青年期
2012年6月，西本拳太代表国家队出战韩国慶尚北道金泉市舉行的亞洲青年羽毛球錦標賽，在第四圈中以0比2（16-21, 19-21）不敵赛会11号种子的印尼選手。同年10月，他也随队出战日本千葉縣舉行的世界青年羽毛球錦標賽，但在首圈以0比2 （19-21、20-22）惜败于印尼的菲克里·伊桑迪·哈德马迪，两次失利都是输给来自印尼青年选手。

### 2013年

#### 國際賽四强
2013年9月，西本拳太出戰大阪羽毛球國際挑戰賽並打進男單準决赛，最終以1比2（19-21、21-15、11-21）不敵队友竹村純，创下首次征战國際挑戰賽四强佳绩。

#### 首闯大奖賽
2013年9月，西本拳太出戰俄羅斯羽毛球大獎賽並打進男單決賽，最終以1比2（17-21、21-15、14-21）不敵弗拉基米尔·伊万诺夫，屈居亞軍。

### 2015年

#### 2年后再战
2015年4月，西本拳太出戰大阪羽毛球國際挑戰賽並再次打進男單準决赛，但以1比2（21-23、21-18、15-21）惜败于赛会2号种子、队友坂井一將，这也是他时隔2年后再次打入準决赛并且落败于四强国际赛。

### 2016年涉賭受罰
日本羽毛球協會就有球員參與违法地下赌场赌博展開調查，涉事者除了率先公布的桃田賢斗与田兒賢一外，西本拳太也被查出曾在训练结束后跟隨田兒賢一参加违法赌博。其後，西本被日本国家队开除，其所属的中央大学也对他进行了严重警告处分，并停止一个月的训练资格。
2016年10月，西本拳太出戰泰國羽毛球黃金大獎賽，首圈以2比0（21-8、21-7）横扫泰国的Chayanin Mekmusik。次圈以2比0 （21-13、21-8）强势横扫印尼的谢萨·希伦·雷斯塔维托。在四分之一中，以2比1（20-22、21-14、21-16）力克中華台北的楊智傑。八强中，以2比0 （21-16、21-11）完胜了赛会3号种子、中華台北的許仁豪。但在準决赛时，以0比2（19-21、16-21）负于赛会5号种子、泰国的达农沙·森颂汶素，落败于四强。

### 2017年

#### 首战苏杯
2017年5月，西本拳太入选蘇迪曼盃的日本大名单中，出任第一男单主力角色。在首仗他面对德国名将的馬克·茨維布勒以0比2 （8-21、18-21）败阵下来，这也是他首次征战团体赛丢失的第一分。紧接着面对马来西亚队时，日本队却安排了五十嵐優上阵，因此他便没有替日本队打这一分。经过抽签后，再次面对马来西亚队，这时日本队在男单中派出了他继续上阵，以0比2 （15-21、13-21）不敌大马王子的李宗伟。尽管这分没拿下，日本队还是以总比分 3:1 力挫了马来西亚国家羽毛球队。在準決賽中，日本队依旧由他出任男单，但面对中国的林丹时，还是以0比2 （19-21、16-21）惜败于对手。最终，他与队友们在本次团体赛中荣获铜牌。
苏杯之后，西本拳太出戰加拿大羽毛球大獎賽，首圈以2比1 （21-14、13-21、21-16）力克赛会14号种子、法国的卢卡斯·克拉尔布特。次圈以2比0 （21-15、21-10）横扫爱尔兰共和国的乔舒亚·马吉。四分之一中，以2比0 （21-14、21-9）轻取越南的范高強。八强中，以2比0 （21-12、21-11）完胜了赛会5号种子、西班牙的巴勃罗·阿维安。但在準决赛中，以0比2 （11-21、13-21）不敌队友前一哥的桃田賢斗，再次止步于四强。

#### 世运会 17
2017年8月，西本拳太代表日本出戰中华臺北臺北體育館舉行的世界大學生運動會羽毛球比賽，贏得混合團體及男子單打银牌。

#### 首闯超级系列賽
2017年10月，西本拳太出戰法國羽毛球超級賽。首圈，以2比0 （21-14、21-15）暴击了大马王子赛会7号种子、马来西亚的李宗伟。次圈，以2比0 （21-13、21-17）淘汰了印度的塞·帕拉内斯·巴米迪帕提。八強中，面对印尼的安东尼·西尼苏卡·金廷，双方展开了新秀之间的激战以2比1 （14-21、21-10、21-14）力克对手。四強中，再次面对丹麦的安德斯·安东森，这也是他在比赛中迎来外国新星切磋的第二场较量，最终以2比0 (21-17、21-15）横扫对手。决赛中，面对赛会8号种子、印度一哥的斯里坎特·基达姆比，俩人同为新一代单打好手，但他以0比2 （14-21、13-21）不敌对手，屈居亞軍并且创下最佳的成绩。

### 2018年

#### 日单第一
2018年1月，西本拳太出戰馬來西亞羽毛球大師賽，首圈以2比1 （21-14、13-21、21-16）再次打败了大马王子赛会2号种子、马来西亚的李宗伟。次圈以2比0 （21-12、22-20）击退了中国的黄宇翔。八強中，以2比1 （18-21、21-19、21-16）力克赛会7号种子、香港一哥的伍家朗。四強中，以2比0 （21-14、21-19）轻取丹麦老将的汉斯-克里斯蒂安·索尔伯格·维汀哈斯。但在决赛中，面对来自另一名丹麦好手赛会头号种子、世界第一的维克托·阿萨尔森。这也是两者同为各方的一哥迎来了三局激战，最终他以1-2 （13-21、23-21、18-21）输给现任男单羽坛第一。不过在日本队目前的男单选手里包括了五十嵐優、常山幹太以及桃田賢斗在内的争夺汤姆斯杯席位，因此他作为目前日本男单最高排名的主力，入选汤姆斯杯存在着较大的机会。

## 主要比賽成績
只列出曾進入準決賽的國際賽事成績：
| 年份   | 賽事                     | 公開賽級別 | 項目     | 成績   |
| ------ | ------------------------ | ---------- | -------- | ------ |
| 2012年 | 亞洲青年羽毛球錦標賽     | 其他       | 混合團體 | 冠軍   |
| 2012年 | 世界青年羽毛球錦標賽     | 其他       | 混合團體 | 亞軍   |
| 2013年 | 大阪羽毛球國際挑戰賽     | 國際挑戰賽 | 男子單打 | 準決賽 |
| 2013年 | 俄羅斯羽毛球大獎賽       | 大獎賽     | 男子單打 | 亞軍   |
| 2015年 | 大阪羽毛球國際挑戰賽     | 國際挑戰賽 | 男子單打 | 準決賽 |
| 2016年 | 亞洲羽毛球團體錦標賽     | 其他       | 男子團體 | 亞軍   |
| 2016年 | 泰國羽毛球黃金大獎賽     | 黃金大獎賽 | 男子單打 | 準決賽 |
| 2016年 | 美國羽毛球國際挑戰賽     | 國際挑戰賽 | 男子單打 | 準決賽 |
| 2017年 | 亞洲羽毛球混合團體錦標賽 | 其他       | 混合團體 | 冠軍   |
| 2017年 | 蘇迪曼盃                 | 其他       | 混合團體 | 季軍   |
| 2017年 | 加拿大羽毛球大獎賽       | 大獎賽     | 男子單打 | 準決賽 |
| 2017年 | 世界大學運動會羽毛球比賽 | 其他       | 混合團體 | 銀牌   |
| 2017年 | 世界大學運動會羽毛球比賽 | 其他       | 男子單打 | 銀牌   |
| 2017年 | 法國羽毛球超級賽         | 超級賽     | 男子單打 | 亞軍   |
| 2018年 | 馬來西亞羽毛球大師賽     | 超級500賽  | 男子單打 | 亞軍   |
| 2018年 | 德國羽毛球公開賽         | 超級300賽  | 男子單打 | 準決賽 |
| 2018年 | 湯姆斯盃                 | 其他       | 男子團體 | 亞軍   |
| 2018年 | 亞洲運動會羽毛球比賽     | 其他       | 男子團體 | 銅牌   |
| 2018年 | 亞洲運動會羽毛球比賽     | 其他       | 男子單打 | 銅牌   |
| 2018年 | 韓國羽毛球公開賽         | 超級500賽  | 男子單打 | 準決賽 |
| 2018年 | 香港羽毛球公開賽         | 超級500賽  | 男子單打 | 亞軍   |
| 2019年 | 德國羽毛球公開賽         | 超級300賽  | 男子單打 | 亞軍   |
| 2019年 | 蘇迪曼盃                 | 其他       | 混合團體 | 亞軍   |
| 2020年 | 泰国羽毛球大师赛         | 超級300賽  | 男子單打 | 亞軍   |
| 2020年 | 亞洲羽毛球團體錦標賽     | 其他       | 男子團體 | 季軍   |
| 2020年 | 丹麥羽毛球公開賽         | 超級750賽  | 男子單打 | 準決賽 |
| 2021年 | 蘇迪曼盃                 | 其他       | 混合團體 | 亞軍   |
| 2021年 | 湯姆斯盃                 | 其他       | 男子團體 | 季軍   |
| 2022年 | 湯姆斯盃                 | 其他       | 男子團體 | 季軍   |
| 2022年 | 日本羽球公開賽           | 超級750賽  | 男子單打 | 冠軍   |
| 2023年 | 西班牙馬德里羽球大師賽   | 超級300賽  | 男子單打 | 冠軍   |
| 2023年 | 蘇迪曼盃                 | 其他       | 混合團體 | 季軍   |
| 2023年 | 加拿大羽毛球公開賽       | 超級500賽  | 男子單打 | 準決賽 |
| 2023年 | 香港羽毛球公開賽         | 超級500賽  | 男子單打 | 亞軍   |
| 2023年 | 亞洲運動會羽毛球比賽     | 其他       | 男子團体 | 銅牌   |
| 2023年 | 中國羽毛球大師賽         | 超級750賽  | 男子單打 | 亞軍   |
| 2023年 | 西德·莫迪羽毛球國際賽    | 超級300賽  | 男子單打 | 亞軍   |
| 2024年 | 亞洲羽毛球團体錦標賽     | 其他       | 男子團体 | 季軍   |
| 2024年 | 丹麥羽毛球公開賽         | 超級750賽  | 男子單打 | 準決賽 |
| 2025年 | 亞洲羽毛球混合團体錦標賽 | 其他       | 混合團体 | 季軍   |
| 2025年 | 加拿大羽球公開賽         | 超級300賽  | 男子單打 | 冠軍   |

| 2007-2017年 | 首要超級賽 | 超級賽 | 黃金大獎賽 | 大獎賽 | 國際挑戰賽 | 國際系列賽 | 未來系列賽 | 其他 |

| 2018-2026年 | 總決賽 | 超級1000賽 | 超級750賽 | 超級500賽 | 超級300賽 | 超級100賽 | 國際挑戰賽 | 國際系列賽 | 未來系列賽 | 其他 |

### 奧運會和世錦賽參賽紀錄
|          | 2018 | 2019 | 2020 | 2021 | 2022 | 2023 | 2024 |
| -------- | ---- | ---- | ---- | ---- | ---- | ---- | ---- |
| 男子單打 | 16強 | 16強 | －   | 32強 | 16強 | 8強  | 16強 |

## 主要對賽紀錄
西本拳太與主要對手的對賽成績如下（只列出對賽三次或以上對手，截至2023年2月13日）：

| 對手       | 對賽次數 | 對賽結果 | 對賽結果 | 總計 |
| 對手       | 對賽次數 | 勝       | 負       | 總計 |
| ---------- | -------- | -------- | -------- | ---- |
| 上田拓馬   | 3        | 1        | 2        | -1   |
| 桃田賢斗   | 6        | 3        | 3        | 0    |
| 常山幹太   | 3        | 2        | 1        | +2   |
| 奈良岡功大 | 1        | 0        | 1        | -1   |
| 渡邊航貴   | 2        | 1        | 1        | 0    |
| 總計       | 15       | 7        | 8        | -1   |

| 對手                     | 對賽次數 | 對賽結果 | 對賽結果 | 總計 |
| 對手                     | 對賽次數 | 勝       | 負       | 總計 |
| ------------------------ | -------- | -------- | -------- | ---- |
| 乔纳坦·克里斯蒂          | 17       | 8        | 9        | -1   |
| 周天成                   | 14       | 5        | 9        | -4   |
| 安德斯·安东森            | 14       | 4        | 10       | -6   |
| 孙完虎                   | 9        | 3        | 6        | -3   |
| 伍家朗                   | 9        | 6        | 3        | +3   |
| 维克托·阿萨尔森          | 8        | 1        | 7        | -6   |
| 安東尼·西尼蘇卡·金廷     | 13       | 5        | 8        | -3   |
| 斯里坎特·基达姆比        | 10       | 4        | 6        | -2   |
| 全奕陳                   | 6        | 1        | 5        | -4   |
| 李梓嘉                   | 12       | 3        | 9        | -6   |
| 汉斯-克里斯蒂安·维汀哈斯 | 5        | 4        | 1        | +3   |
| 昆拉武特·威提訕          | 8        | 3        | 5        | -2   |
| 李宗伟                   | 4        | 2        | 2        | 0    |
| 布里斯·利弗德斯          | 4        | 4        | 0        | +4   |
| 黃永棋                   | 4        | 4        | 0        | +4   |
| 王子維                   | 5        | 3        | 2        | +1   |
| 許侊熙                   | 3        | 3        | 0        | +3   |
| 張崴烽                   | 3        | 2        | 1        | +1   |
| 薛松                     | 3        | 2        | 1        | +1   |
| 陸光祖                   | 5        | 4        | 1        | +3   |
| 苏庞余·阿韦辛桑农        | 3        | 1        | 2        | -1   |
| 李東根                   | 3        | 1        | 2        | -1   |
| 諶龍                     | 3        | 0        | 3        | -3   |
| 李卓耀                   | 3        | 3        | 0        | +3   |
| 其他選手                 |          |          |          |      |
| 總計                     | 195      | 126      | 69       | +57  |